# Evangelista Torricelli

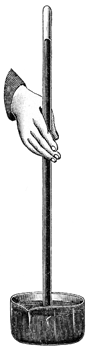
Torricellis rör.

Evangelista Torricelli, född 15 oktober 1608 i Faenza, död 25 oktober 1647, var en italiensk fysiker och matematiker.

## Arbete
Torricelli räknas till de mest betydande vetenskapsmännen under barocktiden och han hade stor betydelse för tidens vetenskap tillsammans med Galilei, Descartes, Cavalieri, Fermat och Pascal.
1644 offentliggjorde han sitt banbrytande verk De motu gravium naturaliter descendentium, som behandlar regelbundenheten hos fall- och kaströrelser. Det var i detta arbete, som var det andra i verket Opera geometrica, som han lade grunden till sin forskning i hydrodynamik om som snabbt fick genomslag i hela Europa.
Framförallt blev hans "Torricellis teorem" känt. Det säger att när vätska flödar ut ur en behållare är utflödeshastigheten proportionell mot kvadratroten ur höjden på vätskan. Det spelar alltså ingen roll vilken densitet vätskan har.
Förutom dessa grundläggande arbeten inom flödesdynamik gjorde han också betydande förarbeten inom infinitesimalkalkylen. Han visade att volymen för en roterande hyperbel är ändlig trots att dess area är oändlig.
Han förbättrade Galileis linsteleskop och utvecklade ett enkelt men användbart mikroskop.
Han var också den första som lyckades skapa ett vakuum under en längre period. Han gjorde detta i samband med utvecklingen av sin kvicksilverbarometer. Han insåg att kvicksilvers höjd i röret var proportionell mot omgivningens tryck. Ett sådant rör har kommit att kallas Torricellirör.
En enhet för tryck, torr, är uppkallad efter Torricelli.

## Utmärkelser
Asteroiden 7437 Torricelli är uppkallad efter honom.